# Pingasa cornivalva
Pingasa cornivalva är en fjärilsart som beskrevs av Edward P. Wiltshire 1982. Pingasa cornivalva ingår i släktet Pingasa och familjen mätare. Inga underarter finns listade i Catalogue of Life.